# Казе Чезарије (Пескара)
Казе Чезарије (итал. Case Cesarie) је насеље у Италији у округу Пескара, региону Абруцо.
Према процени из 2011. у насељу је живело 29 становника. Насеље се налази на надморској висини од 563 м.